# Newcastle Island
Newcastle Island är en ö i Kanada.   Den ligger i Regional District of Nanaimo och provinsen British Columbia, i den sydvästra delen av landet, 3 600 km väster om huvudstaden Ottawa. Arean är 3,4 kvadratkilometer. På ön finns Newcastle Island Marine Park. 
Terrängen på Newcastle Island är platt. Den sträcker sig 2,8 kilometer i nord-sydlig riktning, och 1,8 kilometer i öst-västlig riktning. Ön ligger utanför staden Nanaimo på Vancouver Island, endast ett smalt sund skiljer de båda öarna åt. 